# Моховая улица (Москва)
Мохова́я улица (1961—1990 — часть проспекта Маркса) — улица в центре Москвы. Берёт начало от улицы Знаменки, идёт на север, от неё слева отходят улицы Воздвиженка, Большая Никитская. Заканчивается у Тверской улицы. Продолжением является улица Охотный Ряд. Нумерация домов ведётся от Знаменки.

## Происхождение названия

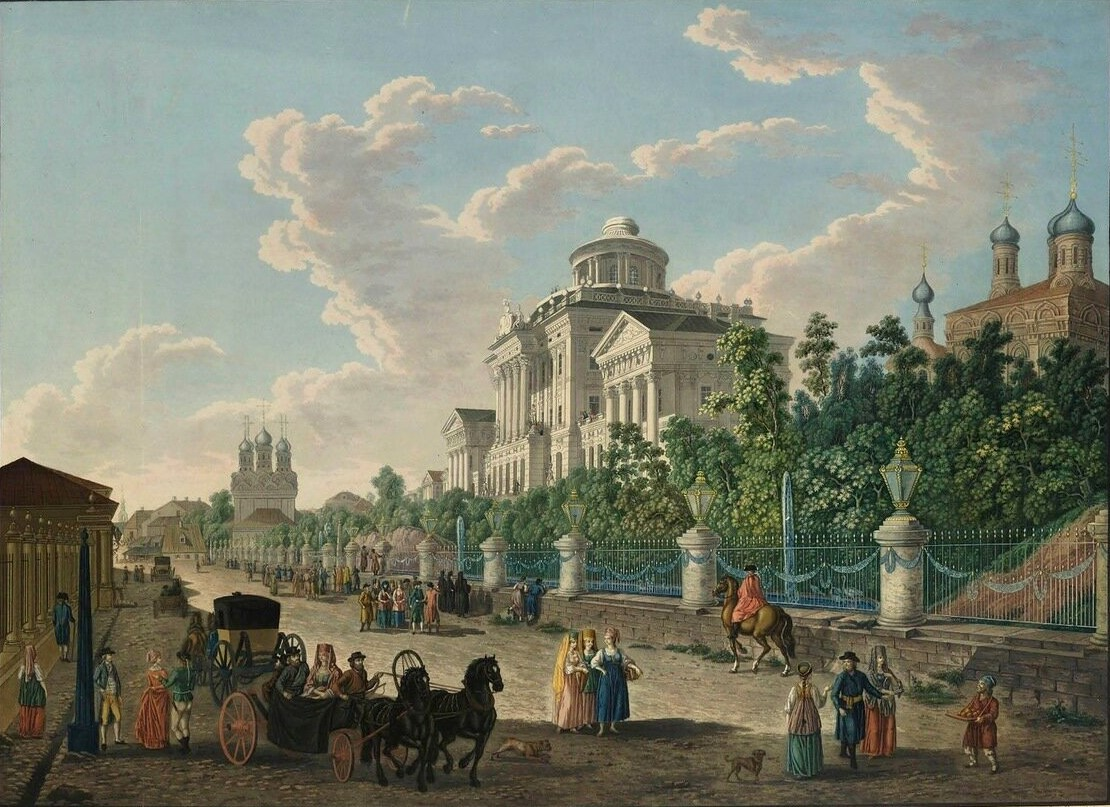
Вид Моховой и Дома Пашкова в Москве. Рисунок 1795—1797 годов. Жерар Делабарт

Получила название в XVIII веке по бывшей Моховой площади у Троицких ворот Кремля, к которой примыкала. По другим данным — название XVII века. В старину здесь располагался торговый ряд, где продавали сухой мох для заделки щелей в деревянных домах, поэтому и улицу стали называть Моховой. «Моховая площадка» находилась на месте нынешнего здания Манежа.

## История
В 1961 году улица была включена в состав проспекта Маркса вместе с Театральным проездом, площадями Охотный Ряд и Моисеевская. В 1990 году улице возвращено историческое название.

## Здания и сооружения
| Илл. | Адрес                                 | Имя                                                                                    | Годы постройки, архитектор | Описание |
| ---- | ------------------------------------- | -------------------------------------------------------------------------------------- | --- | --- |
|      | № 1 (офиц. адрес: Воздвиженка, 3/5С1) | Пашков дом                                                                             | 1784—1788, авторство проекта приписывают В. И. Баженову | Сейчас отдел рукописей и ряд других подразделений РГБ. |
|      |                                       | Совмещённый наземный вестибюль станций метро «Боровицкая» и «Библиотека имени Ленина». | 1935; 1986, архитекторы Л. Н. Попов, В. С. Волович и Г. С. Мун | Открыт 15 мая 1935 г. в качестве вестибюля станции «Библиотека имени Ленина». 23 января 1986 г. открыт после перестройки в качестве совмещённого для двух станций. |
|      | № 3                                   | Российская государственная библиотека                                                  | 1928—1958, архитекторы В. А. Щуко и В. Г. Гельфрейх | Здание построено для бывшей Государственной библиотеки СССР им. В. И. Ленина. Библиотека включает в себя шесть корпусов, в том числе 19-этажное книгохранилище. |
|      |                                       | Памятник Ф. М. Достоевскому                                                            | | Скульптура работы А. И. Рукавишникова была установлена в 1997 г. |
|      | № 7 (оно же: ул. Воздвиженка, 4/7)    | Бывшая гостиница «Петергоф»                                                            | 1901, архитектор В. В. Шауб | Здание перестроено в 1901 г. из ранее существовавших строений Е. М. Скворцова второй половины XIX в. для «Российского общества застрахования капиталов и доходов», открывшего в нём меблированные комнаты «Петергоф». В 1919—1946 гг. размещалась приёмная М. И. Калинина; здесь же жил Лев Троцкий. Ныне — приёмная Государственной думы Федерального собрания Российской Федерации. Правее вход во встроенный Бизнес-центр «Моховая» (2002 г.). |
|      | № 9, стр. 4                           | ПИРАО                                                                                  | 1911, архитектор А. С. Гребенщиков | Психологический институт Московского университета, объект культурного наследия регионального значения, сейчас Институт психологии РАО. Находится во внутреннем дворе Библиотеки МГУ. |
|      | № 9, стр. 7                           | «Дом священника»                                                                       | 1832, архитектор Е. Д. Тюрин | «Дом священника» (бывший служебный корпус Главной московской аптеки), сейчас типография Факультета журналистики МГУ. Находится в глубине двора. |
|      | № 9, стр. 9                           |                                                                                        | 1901, архитектор К. М. Быковский | Старое здание Библиотеки Московского университета (перемещена на Ленинские горы). Сейчас здесь расположен её отдел редких книг и рукописей, фонды факультетов журналистики, психологии, искусств, ИСАА. |
|      | № 9, стр. 1                           | Журфак                                                                                 | 1832—1835, архитектор Е. Д. Тюрин, в 1901—1905 гг. расширен К. М. Быковским | Первоначально — дом Д. И. и А. И. Пашковых начала XVIII в. В 1833 г. был приобретён для Московского университета и перестроен: в единое здание были объединены главный дом, жилой корпус по Большой Никитской улице и торцом выходящий на Моховую манеж. Сейчас — Факультет журналистики МГУ. |
|      | № 9, стр. 10                          |                                                                                        | 1930-е | Хозяйственная постройка |
|      | № 9, стр. 2                           | Храм Мученицы Татианы при МГУ                                                          | 1834, архитектор Е. Д. Тюрин | Бывший университетский театр, переделанный в церковь, потом в советский ДК, потом снова в церковь. |
|      | № 11, стр. 1                          | Старое здание Московского университета                                                 | 1786—1793, архитектор М. Ф. Казаков; 1817, архитекторы Д. И. Жилярди, Д. Г. Григорьев; в 1920—1921 гг. проведена реставрация здания И. П. Машковым, Д. С. Марковым и И. Э. Грабарём | Сейчас — Институт стран Азии и Африки при МГУ и некоторые другие подразделения МГУ. Перед зданием установлены памятники А. И. Герцену и Н. И. Огарёву (1922, скульптор Н. А. Андреев) |
|      | № 11, стр. 3                          |                                                                                        | Институт Европы РАН | |
|      | № 11, стр. 7                          |                                                                                        | 1898—1901, архитектор К. М. Быковский | Ранее Физический институт Московского университета, сейчас — Институт радиотехники и электроники им. В. А. Котельникова РАН. Находится в глубине двора. |
|      | № 11, стр. 8                          |                                                                                        | 1877, архитектор А. А. Никифоров | Анатомический корпус Московского университета. Находится во дворе позади Геологического музея. |
|      | № 11, стр. 9                          | Психфак                                                                                | 1914, архитектор Р. И. Клейн | Минералогический корпус Московского университета, в настоящее время — Факультет психологии МГУ. Находится в глубине двора. |
|      | № 11, стр. 11                         |                                                                                        | 1914, архитектор Р. И. Клейн; перестраивалось в 1950-х гг. | Ранее Геологический корпус Московского университета, в настоящее время — Государственный геологический музей им. В. И. Вернадского РАН. В 1930—1987 гг. здесь располагался Московский геологоразведочный институт. |
|      | № 13                                  | Дом Жолтовского на Моховой                                                             | 1932—1934, архитектор И. В. Жолтовский | Жилой дом, прозванный «гвоздём в гроб конструктивизма». Дом отдали посольству США (занимало здание до 1953 г.), а потом «Интуристу». Ныне ОАО «Акционерная финансовая корпорация „Система“». Неоднократно реконструировали, в результате от здания Жолтовского осталась только фасадная стенка. |
|      | № 15/1                                | Гостиница «Националь»                                                                  | 1901—1902, архитектор А. В. Иванов. Майоликовые панно верхнего этажа изготовлены на заводе «Абрамцево». Автор современного панно в угловой части здания — И. И. Рерберг.            | Здание построено для Варваринского акционерного общества. С 1918 г. — 1-й Дом Советов, гостиница с конца 1920-х гг. |

| Илл. | Адрес                                                          | Имя                                                 | Годы постройки, архитектор | Описание |
| ---- | -------------------------------------------------------------- | --------------------------------------------------- | --- | --- |
|      |                                                                | Боровицкая площадь                                  | | |
|      |                                                                | «Лужайка Никсона»                                   | | На этом месте находился квартал старых жилых домов, которые, по легенде, были снесены к визиту Ричарда Никсона в Москву в 1972 г. В одном из домов (№ 4) жил советский языковед С. И. Абакумов. |
|      |                                                                | Памятник Владимиру Великому                         | | Скульптура работы Салавата Щербакова была установлена в 2016 г. |
|      | № 6                                                            | Городская усадьба Шаховских — Красильщиковой        | 1886, архитектор С. С. Эйбушиц совместно с А. С. Каминским                                                                                                | Главный дом с флигелями и службами князей Шаховских — Красильщиковой. В XIX в. домовладение № 6 принадлежало Ивану Козьмичу Бакланову, владевшему вместе с братом, Николаем Козьмичом, Бабкинской мануфактурой. Затем, ввиду их финансовых затруднений, особняк был продан сибирской миллионерше Ю. И. Базановой (отчего эта часть Москвы называлась «Базановкой»):325, в 1906 г. перешёл в собственность супруги фабриканта Николая Красильщикова Елизавете Красильщиковой (урождённой Друженковой). С начала 1930-х — первое здание Московского библиотечного института и Литературный музей при Всесоюзной библиотеке им. Ленина, с 1934 г. — Государственный литературный музей. В 1950—1991 гг. — музей М. И. Калинина. |

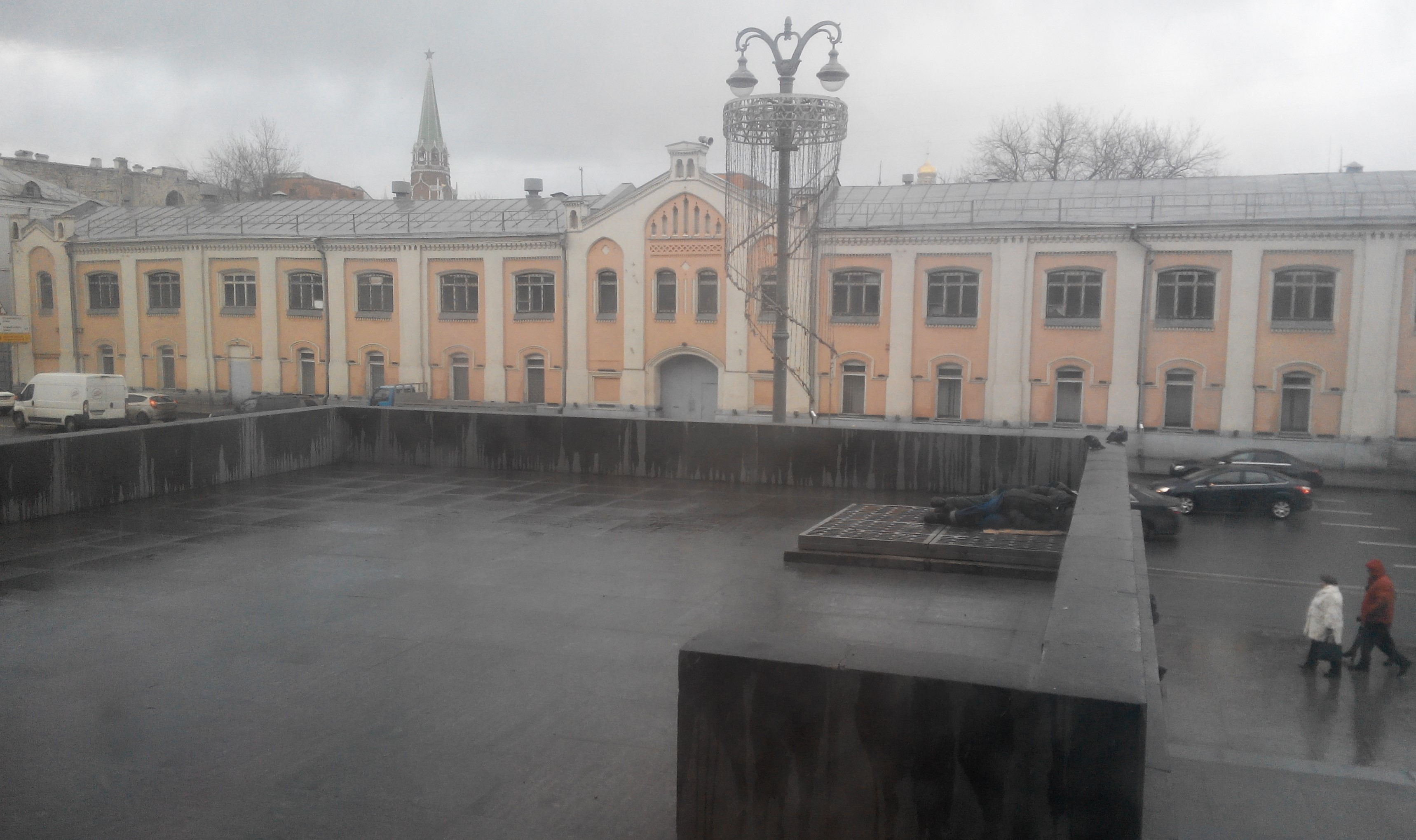
Бездомные на вентиляционной решётке на Моховой улице, рядом с Российской государственной библиотекой (январь 2020)

|      | № 8, стр. 1.                                                   |                                                     | 1823, 1907, архитектор Квашин | Жилой флигель (с фрагментом ограды и пилоном) городской усадьбы купцов Ухановых — М. Н. Пущиной. |
|      | № 8, стр. 2.                                                   |                                                     | Здание построено в 1970-е гг., реконструировано в 1990-е гг.                                                                                              | Корчма «Тарас Бульба» |
|      | № 10, стр. 2                                                   |                                                     | 1892, архитектор М. А. Арсеньев | Доходный дом Братолюбивого общества снабжения в Москве неимущих квартирами. В здание во время войны попала авиабомба, разделив на два корпуса. |
|      | № 12                                                           |                                                     | 1865—1868, архитектор П. А. Герасимов, 1900-е, 1955 | Конюшенный корпус Делового двора Московской Дворцовой конторы с хозяйственной постройкой. |
|      | № 14                                                           |                                                     | Первый и второй этажи возведены в 1825 г. (по другим данным — в 1818 г. на основе строения 1790-х гг.), третий этаж в 1893 г., архитектор Ф. В. Рыбинский | Бывший доходный дом купцов Поляковых. Ныне — Группа экспертной оценки произведений печати при РГБ. |
|      | № 16 Офиц. адрес: ул. Воздвиженка, 1. Он же: Манежная ул., 13. |                                                     | Первый и второй этажи возведены в 1836—1838 гг., реконструированы в 1875 г., третий и четвёртый этажи в 1912 г.                                           | Дом коммерции-советника купца 1 гильдии А. Л. Торлецкого. Доходный дом князя Г. Г. Гагарина. В здании расположен один из вестибюлей станции метро «Александровский Сад». С 1919 г. по 1937 г. в здании находился Исполнительный комитет Коммунистического интернационала (в 1937 г. комитет передислоцировался в здание в районе Ленинских гор). |
|      |                                                                | Сапожковая (Сапожковская) площадь с Кутафьей башней | | |
|      | № 18                                                           | Московский Манеж                                    | 1817, архитекторы О. И. Бове, А. А. Бетанкур; 2004, П. Ю. Андреев — реконструкция после пожара                                                            | Построен для гвардейских конных упражнений. В советское время — ведомственный гараж, с 1957 г. выставочный зал. Ныне — Центральный выставочный зал «Манеж». |
|      |                                                                | Манежная площадь                                    | | |

## Улица в произведениях литературы и искусства
- Песня «Москвичи» (стихи Е. Винокурова, музыка А. Эшпая, 1957 год): «В полях за Вислой сонной лежат в земле сырой Серёжка с Малой Бронной и Витька с Моховой…»

## Общественный транспорт
- Станции метро «Охотный Ряд», «Театральная», «Площадь Революции», «Библиотека имени Ленина», «Александровский сад», «Боровицкая», «Арбатская».
- Автобусы м1, м2, м3, м6, м7, м9, е10, н2, н11.